# Hanu-Ancuței

Pentru unitatea turistică cu același nume, vezi Hanul Ancuței.

Hanul Ancuței este un volum de nouă povestiri scrise de Mihail Sadoveanu, volum publicat în anul 1928.
Prin frumusețea deosebită a limbii și vraja stilistică, observația realistă și pătrunzătoare de a surprinde destinele omenești, candoarea romantică în dezvăluirea sentimentelor și tainelor sufletești, cadrul de legendă și atmosfera poetică, poate fi considerată cea mai strălucită creație lirico-epică a lui Sadoveanu.

## Rezumat

### Iapa lui Vodă
Comisul Ioniță povestește cum, în tinerețea sa, a trebuit să meargă până la Vodă pentru a i se face dreptate, legat de o problemă cu pământurile pe care le-a moștenit. Pe drum s-a oprit la Hanul Ancuței și i-a împărtășit unui străin (boier) problema sa, concluzionând că dacă Măria Sa nu-i va face dreptate „să poftească Măria Sa să-mi pupe iapa nu departe de coadă!”.
Acesta își continuă drumul și ajunge la curte. Este primit imediat la Vodă, și face o plecăciune. Domnul îi cere să se ridice, și auzindu-i vocea comisul își dă seama fulgerat că era chiar boierul de la han, dar nu era supărat de cele spuse.  Încrezător, Ioniță îi arată hârtiile, spunându-și pricina.
Vodă îi dă dreptate, dar, amuzat, domnitorul îl întreabă ce ar fi făcut dacă nu ar fi fost de acord cu el, iar el a zis ca nu-și dă cuvântul înapoi și ,,iapa-i peste drum."

### Haralambie
Este prezentată istoria unui haiduc, Haralambie, ucis chiar de fratele său.
Povestitorul este fiul lui Haralambie, călugărul Gherman.
Rezumatul pe scurt:
Gherman fusese crescut doar de mamă, căci tatăl murise.
După decesul mamei, acesta ajunge la mănăstirea Durăului și se călugărește.
Călugărul Gherman frecventa periodic biserica Sf. Haralambie din Iași.
Hramul acestui lăcaș de cult provenea de la numele unui arnăut, Haralambie, care devenise haiduc.
Pentru a-l pedepsi, Vodă Ipsilanti trimite chiar pe fratele acestuia, Gheorghie Leondari (care era comandant al gărzii domnești) să îl captureze.
Haralambie este găsit la casa lui Gherman, care era copil, și este ucis.
Cuprins de remușcări pentru fapta comisă, Gheorghie Leondari solicită domnitorului să accepte retragerea sa din funcție și apoi construiește biserica Sf. Haralambie în memoria fratelui său.

### Balaurul
Acțiunea se petrece demult la han. Un povestitor, pe nume Moș Leonte, relatează că a văzut balaurul pe când avea douăzeci de ani și învăța meșteșug/ meserie de la tatăl său, să devină vrac și zodier.
Naratorul-martor, moș Leonte, povestește că în satul Tupilați a trăit un boier mare, numit Bolomir. Acesta este descris plastic cu ajutorul epitetelor ca fiind mare, fudul, mâinios, aspru, purta o barbă „cât o coadă de păun”. Se însurase de mai multe ori, dar din cauza caracterului răutăcios nevestele l-au părăsit sau au murit. Prima, era fiică de boier și nu l-a putut răbda, întorcîndu-se la părinții ei. A doua, era văduva unui  grec, Negrupunte, și a murit după doi ani. Boierului i se dusese veste rea prin preajmă și toate femeile fugeau de el. Dar, cu toate acestea, boierul se căsătorește și a treia oară, de data asta cu o fată tânără de doar șaptesprezece ani, pe nume Irinuța, venită de la Iași. Pe zi ce trecea nevasta era mai veselă și îmbujorată, iar boierul devenea mai lipsit de vlagă și posac. Într-o zi, boierul veni la tatăl lui Moș Leonte și-i povesti despre comportamentul nevestei, spunându-i că o bănuiește că îl înșeală cu fiul vornicului Alexăndrel Vuza. Îl rugă să-i citească în zodii. Moș Leonte, de teamă ca femeia să nu pățească ceva rău, nu-i spune adevărul, îl lămurește că sunt lucruri inventate. Pentru a o preveni pe tânăra soție a boierului de primejdie merge la han, o așteaptă acolo, la întoarcerea de la Roman, fiind însoțită de Alexăndrel Vuza, și o previne. În acel moment, ca dintr-un nor de pulbere, sosește boierul cu slujitorii săi, poruncește ca zodierul să fie jupuit de piele pentru trădare, iar Irinuța și iubitul ei să fie legați de roțile căruței și duși în fugă până la Iași, până la Mitropolie. Dar, conița Irinuța a ripostat la înfruntat pe bărbatul ei, moment în care natura, cerul s-au schimbat, au mugit văile și un balaur înfiorător a venit și l-a inconjurat pe boier, aruncându-l într-o groapă. De aici i s-a tras moartea boierului, iar de Irinuța blondă și drăgălașă nu s-a mai auzit nimic vreodată.

### Fântâna dintre plopi
Căpitanul Neculai povestește despre istoria care se întâmplase cu el atunci când era îndrăgostit de o țigancă pe nume Marga care și-a sacrificat viața pentru a-l salva.

### Cealaltă Ancuță
Ienache coropcarul povestește despre un răzaș nebun, pe nume Todoriță Catana care a evadat din turnul Golia și a răpit-o pe Varvara, sora lui Costea Căruntu.

### Județ al sărmanilor
Un cioban de la Rarău pe nume Costandin Motoc povesteste viata prietenului sau.Sotia acestuia fusese luata de un boier dar pe el l-au torturat.Stand in munte il intalneste pe Vasile cel Mare poreclit hotul.Acesta se duce impreuna cu tanarul in sat si il omoara pe boier.

### Negustor lipscan
Un negustor pe nume Damian ajunge la han împreună cu tovarășii de drum. Acesta se așază la foc și povestește despre drumurile sale din Germania.

### Orb sărac
Un orb, vrând să ajungă la Iași, la Sf. Paraschiva, poposește la un Hanul Ancuței unde este invitat de comisul Ioniță să cânte din cimpoi. Primul cântec pe care acesta îl cântă este foarte trist si spune ca ciobanii care l-au învățat acest cântec "l-au si legat cu blastam sa nu-l uite niciodata si, de cate ori a suna din cimpoi, sa-l zica mai intai pe acesta". Le povestește apoi despre peregrinările lui prin lume în tovărășia unor cerșetori și despre dorința lui de a se întoarce pe meleagurile natale după mulți ani. Nemaigasind pe nimeni dintre neamurile și cunoscuții lui el pornește spre sf. Paraschiva și astfel poposește la han. Le povestește celor de la han cum, sf. Paraschiva a făcut o minune și l-a alungat de la domnie pe domnitorul Duca Voda care pusese biruri foarte grele pe care oamenii nu le puteau plăti. Duca Voda, fugar fiind ajunge chiar la acel han unde stau ei și când cere de mâncare i se răspunde că nu au nimic deoarece le-a luat tot domnitorul. Acesta pleacă și moare căzând într-o râpă. 
Hangița își aduce aminte că auzise și ea această povestire de la mama ei și îl recunoaște în persoana orbului pe Constantin.

### Istorisirea Zahariei Fântânarul
Lița Salomia, în timp ce Zaharia aprobă ce spune aceasta.

## Personaje
Iapa Lui Vodă - Ancuța(cea tânără), Comisul Ioniță, boierul(Vodă Sturdza), moș Leonte, Ancuța(mama Ancuței tinere), Neculai Isac, calul lui Comisul Ioniță
Haralambie - Călugărul Gherman, Haralambie Leondari, Gheorghe Leondari, Vodă Constantin Ipsilanti
Balaurul - Boierul Năstasă Bolomir, Irinuța, Moș Leonte
Fântâna dintre plopi - Neculai Isac, Marga, Comisul Ioniță, Ancuța cea tânără, Bătrânul Hasanache și cei doi țigani
Cealaltă Ancuță - comisul Ioniță, Ienache coropcarul, Ancuța cealaltă, Varvara, Costea Căruntu, Todoriță Catana
Județ al sărmanilor - Comisul Ioniță, Ancuța cea tânără, Constandin Motoc, soția ciobanului, Vasile cel mare(hoțul), Răducan Chioru
Negustor lipscan - comisul Ioniță, moș Leonte, Ancuța cea tânără, Daiman Cristișor (negustor lipscan), Hoțul, Privighetor, Graniceri
Orb sărac - Constandin (orbul), Duca-Vodă, hoții din pădure, prietenul orbului, baba, comisul Ioniță
Istorisirea Zahariei Fântânarul - Boierul Dinachi Mânza, Aglaița, Ilieș Ursachii, Zaharia

## Generalități
"Hanul Ancuței" apărut în anul 1928, este un volum de nouă povestiri; George Călinescu a asemănat "Hanul Ancuței" lui Sadoveanu cu "Decameronul" lui Giovanni Boccaccio având ca argument temele diverse ale povestirilor, având un caracter comun, hanul respectiv reprezentând spațiul/suportul pentru povestirile care vor fi relatate ulterior.
"Decameronul" lui Boccaccio conține "o suită de povești".
De-a lungul acestor zile , ei relatează 10 povestiri și o baladă.
Volumul "Hanu-Ancuței",scris de Sadoveanu, conține nouă povestiri relatate într-un singur loc de către oamenii care sosesc la han. Există un personaj cheie: comisul Ioniță care se presupune că dorește să relateze o adevarată suită de povestiri, însă nu reușește acest lucru datorită intervențiilor repetate ale celorlalte personaje. Acțiunea se petrece într-un timp vechi de demult "într-o toamnă aurie".

## Povestirea în ramă
În volumul Hanu-Ancuței, Sadoveanu recurge la tehnica literară numită poveste în poveste, sau povestire în ramă sau narațiune în narațiune ori ancadrament.(preluată de la autori străini; Giovanni Boccaccio-Decameronul, O mie și una de nopți)
Povestitorii sunt ei înșiși participanți direct martori ai evenimentelor narate.
Timpul acțiunii se desfășoară în planul trecut, iar spațiul se identifică cu locul mitic și anume Hanul.
În cazul de fața avem Iapa lui Vodă, povestirea suport pentru întreaga suită de 8 povestiri care urmează.

## Limbajul artistic
Limbajul specific lui Sadoveanu constă în îmbinarea epicului cu liricul.
De asemenea este de remarcat oralitatea textului, acesta fiind răsfirat cu arhaisme, regionalisme, onomatopee.